# Gino Ansaloni
Gino Ansaloni (Camposanto, 17 dicembre 1910 – Bolzano, 23 febbraio 1977) è stato un calciatore italiano, di ruolo centrocampista.

## Carriera
Giocò per tre stagioni in Serie A nel Modena.
Militò nel Mantova, nel Trento e, a più riprese, nel Bolzano.

## Palmarès

### Club

#### Competizioni regionali
- Prima Divisione: 1

Bolzano: 1937-1938